# Sandavágur
Sandavágur este un oraș din Insulele Faroe.